# كأس السوبر الألباني 2011
بطولة كأس السوبر الألباني 2011 هي النسخة الثامنة عشر من بطولة كأس السوبر الألباني، لعب يوم 18 أغسطس 2011 في استاد سكندربيو، بين فريق سكندربيو كورتشه الفائز بالدوري وفريق تيرانا الفائز بكأس ألبانيا. وقد انتهت المباراة بفوز تيرانا بالمباراة بنتيجة 1–0 ليحصد لقبه التاسع في تاريخ البطولة.

## التفاصيل
| سكندربيو كورتشه | 0–1 | تيرانا                    |
| --------------- | --- | ------------------------- |
| أوريليسي 82'    |     | بالاي 63' (بالقدم اليسرى) |

| سكندربيو كورتشه | تيرانا |

| الحكام المساعدون: جيزيم ريديجير تشوكاي الحكم الرابع: إريون | قوانين المباراة - 90 دقيقة. - 30 دقيقة من الوقت الإضافي إذا لزم الأمر. - ركلات جزاء ترجيحية إذا استمرت النتيجة متعادلة. |